# 圣查尔斯大道

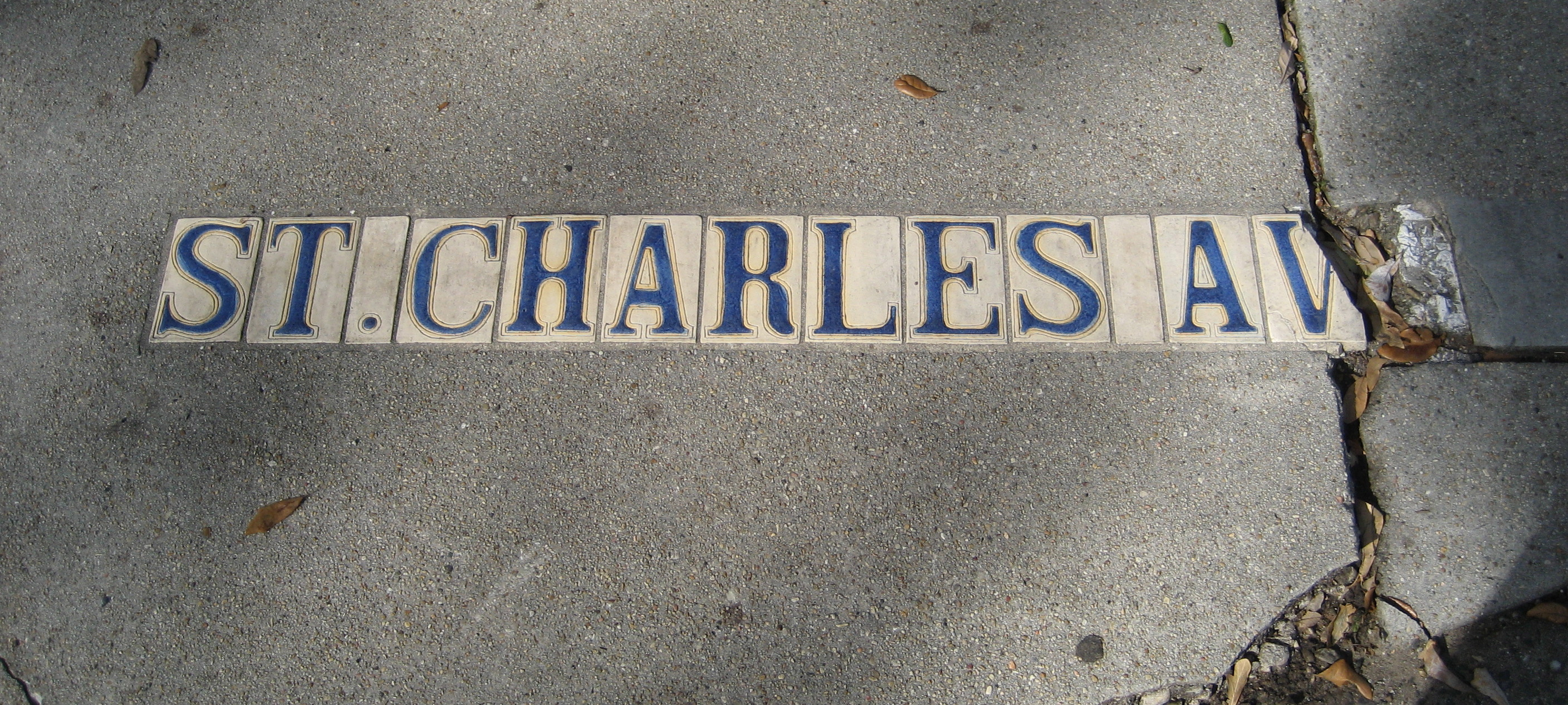
19th century street name tiles in sidewalk

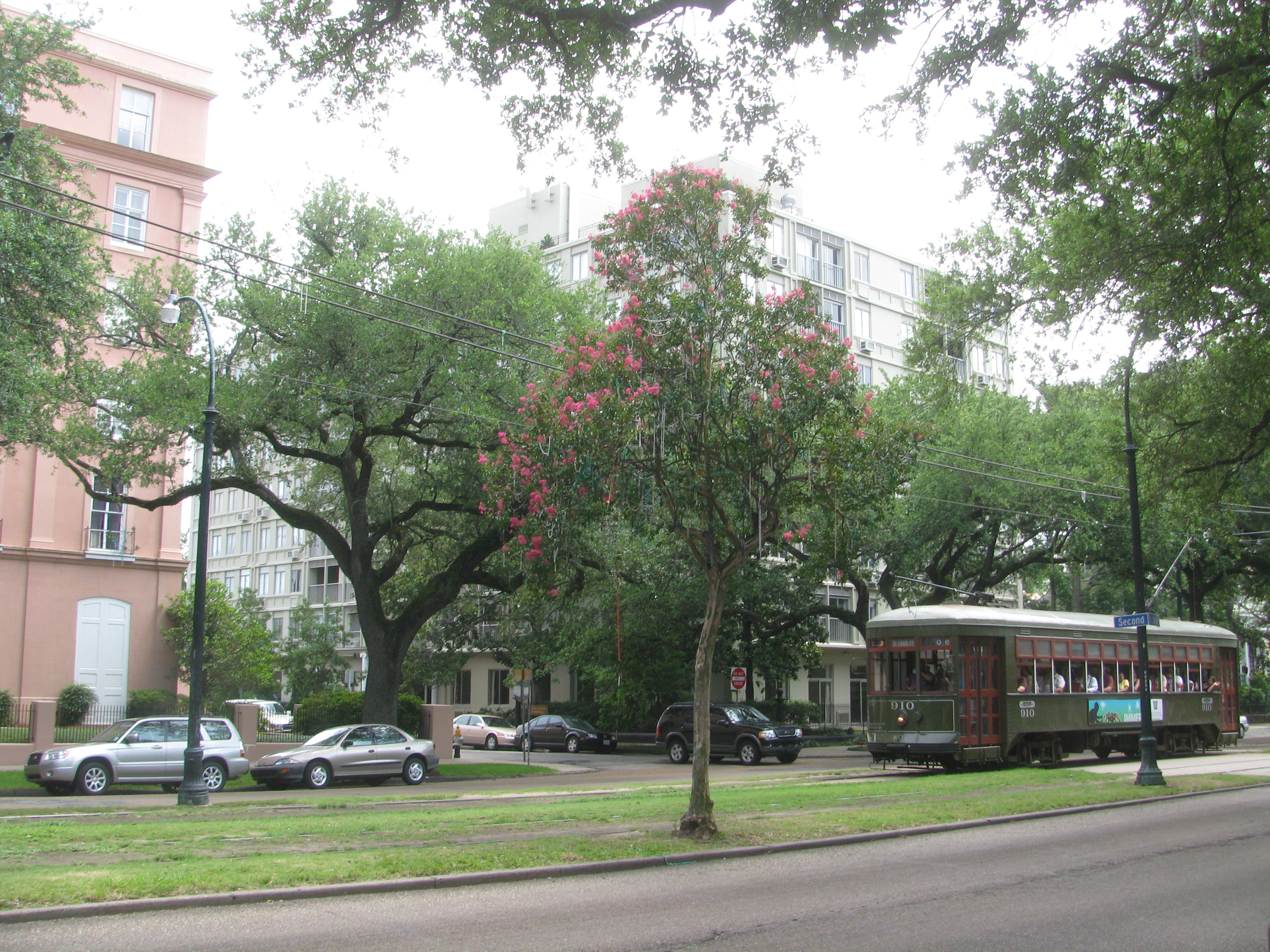
New Orleans Streetcar on St. Charles Avenue in the Garden District with Mardi Gras beads on a tree in the foreground.

圣查尔斯大道（St. Charles Avenue）是美国新奥尔良花园区住宅区的一条林荫大道，圣查尔斯电车线经此，以两侧的橡树和数百豪宅著称，成为该市最令人难忘的的特点之一。类似于新奥尔良其他主要街道，如卡罗尔顿街，拿破仑街和运河街，也是狂欢节的主要游行路线之一。